# 小鞠昭彦
小鞠昭彦（こまり あきひこ、1959年4月12日 - ）は日本の財務官僚、弁護士。

## 来歴
岐阜県出身。岐阜県立関高等学校、東京大学経済学部卒業。1982年 大蔵省入省（大臣官房文書課）。1984年 大阪国税局調査部。1985年7月 主計局総務課調査主任。1986年7月 主計局総務課企画係長。1987年7月 関東信越国税局三条税務署長。1988年7月 農林水産省大臣官房企画室企画官。1991年 銀行局検査部管理課長補佐。1992年6月 外務省在オーストラリア日本国大使館一等書記官。1997年7月 内閣官房内閣審議官（内閣内政審議室）。1998年7月 預金保険機構特別業務部次長。1999年4月 預金保険機構総務部次長。2000年7月 金融庁監督局総務課監督企画官。2001年1月6日 財務省大臣官房企画官（大臣官房会計課）。2002年7月 中小企業庁経営支援部参事官（小規模企業担当）。2004年7月 国税庁課税部酒税課長。2006年7月 国税庁課税部課税総括課長。2007年7月 国税庁長官官房会計課長。2008年7月 一橋大学大学院法学研究科教授。2009年7月 独立行政法人農業・食品産業技術総合研究機構理事。2011年7月30日 内閣府地域自主戦略交付金業務室次長。2013年1月 内閣府地方分権改革推進室次長。同年6月 日本環境安全事業（株）取締役。2014年12月24日 中間貯蔵・環境安全事業（株）取締役。2015年7月 関東財務局金融安定監理官。2016年6月 国税不服審判所次長。2017年7月 退官。同年11月 三井住友信託銀行（株）顧問。
2019年4月 オリックス銀行（株）社外取締役、立教大学大学院経済学研究科特任教授。

## 同期入省
1982年入省同期に福田淳一（弁護士、財務事務次官、主計局長）、佐川宣寿（国税庁長官、理財局長、関税局長、国税庁次長）、迫田英典（国税庁長官、理財局長、大臣官房総括審議官）、遠藤俊英（金融庁長官、金融庁監督局長、金融庁検査局長）、梶川幹夫（関税局長）、田中修（税務大学校長）、冨永哲夫（国土交通省政策統括官、会計センター所長兼財務総合政策研究所長、近畿財務局長）、片山さつき（自民党参議院議員、地方創生担当大臣）らがいる。